# Acidaliastis curvilinea
Acidaliastis curvilinea is een vlinder van de familie van de spanners (Geometridae). De wetenschappelijke naam van deze soort is voor het eerst voorgesteld als Omphacodes curvilinea door Louis Beethoven Prout in een publicatie uit 1912.

## Verspreiding
De soort komt voor in Namibië, Botswana en Zuid-Afrika.

## Ondersoorten
- Acidaliastis curvilinea curvilinea (Prout L. B., 1912) (Zuid-Afrika)
- Acidaliastis curvilinea mixta Prout L. B., 1930 (Namibië, Zuid-Afrika)